# Schulmädchen-Report (serie di film)
Schulmädchen-Report è una serie cinematografica ispirata all'omonimo libro scritto nel 1970 dal sessuologo Günther Hunold nel quale presentava interviste a dodici giovani donne di età compresa tra i 14 e i 20 anni sulla loro sessualità.

## Storia
Il produttore cinematografico Wolf C. Hartwig, dopo essersi imbattuto per caso nel libro di Hunold, acquistò i diritti per realizzarne una trasposizione cinematografica per 30 000 marchi. Il film venne girato da Ernst Hofbauer in pochi giorni con un budget di 220 000 marchi ed uscì nei cinema della Germania Ovest il 23 ottobre 1970. Ebbe un enorme successo con oltre sei milioni di spettatori ed è uno dei cinque film tedeschi di maggior successo.
Visto il successo ottenuto dal film, ne furono subito realizzati dei sequel, sempre diretti da Hofbauer. Il grande successo della serie può essere spiegato dal fatto che a quel tempo la sessualità era considerata un tabù e c'era una grande curiosità per i dettagli sessuali. A partire dal 1975, con la sempre maggiore distribuzione di film pornografici e la nascita dei cinema a luci rosse, l'interesse del pubblico iniziò a scemare sempre di più. Nonostante il tredicesimo film della serie, uscito nel 1980, venne visto da 1,2 milioni di spettatori, il produttore non ritenne più sensato o redditizio continuare la serie.

## Filmografia
- Rapporto sul comportamento sessuale delle studentesse (Schulmädchen-Report: Was Eltern nicht für möglich halten) (1970)
- Der neue Schulmädchen-Report. 2. Teil- Was Eltern den Schlaf raubt (1971)
- Schulmädchen-Report 3. Teil - Was Eltern nicht mal ahnen (1972)
- Schulmädchen-Report 4. Teil - Was Eltern oft verzweifeln lässt (1972)
- Il comportamento sessuale delle studentesse (Schulmädchen-Report 5. Teil - Was Eltern wirklich wissen sollten) (1973)
- Lolite supersexy (Schulmädchen-Report 6. Teil - Was Eltern gern vertuschen möchten) (1973)
- Adolescenza porno (Schulmädchen-Report 7. Teil - Doch das Herz muß dabei sein) (1974)
- Super sexy show (Schulmädchen-Report 8. Teil - Was Eltern nie erfahren dürfen) (1974)
- Schulmädchen-Report. 9. Teil: Reifeprüfung vor dem Abitur (1975)
- Le svedesi lo vogliono così (Schulmädchen-Report 10. Teil - Irgendwann fängt jede an) (1976)
- Le liceali supersexy (Schulmädchen-Report 11. Teil - Probieren geht über Studieren) (1977)
- Schulmädchen-Report 12. Teil - Junge Mädchen brauchen Liebe (1978)
- Schulmädchen-Report 13. Teil - Vergiß beim Sex die Liebe nicht (1980)

## Epigoni
Schulmädchen-Report ha ispirato diversi epigoni. Lo stesso Ernst Hofbauer diresse molti "report" analoghi trai quali Urlaubsreport, Lehrmädchen-Report, Der neue heiße Sex-Report e Frühreifen-Report.
Erwin C. Dietrich ebbe un particolare successo con la sua produzione Blutjunge Verführerinnen (1971), che, come il modello, ha suscitato pesanti critiche. Il film ebbe due sequel: Blutjunge Verführerinnen 2 e Blutjunge Verführerinnen 3. Teil, entrambi del 1972.